# Partido da Gente
O Partido da Gente (PG), foi um partido político português, já extinto, criado em 1995. De inspiração cristã, defendendo a promoção da democracia política, social, económica e cultural, baseada em principios éticos, sociais e democráticos da doutrina cristã.
Adoptaram como símbolo a letra "G" em branco e uma vassoura vermelha, sobre um retângulo de fundo azul.
O partido pertencia à Igreja Universal do Reino de Deus, do bispo Edir Macedo, e foi a segunda tentativa dos adeptos desta Igreja para formar uma organização política, embora o presidente do partido, Luís Farinha, tenha sempre negado a ligação entre a Igreja e o partido como organização, mas não entre a Igreja e os membros do partido. Em 22 de fevereiro de 1995, o tribunal tinha indeferido o registo do Partido Social-Cristão, alegando que a Constituição não permite partidos religiosos. Em janeiro de 1995, durante a discussão dos estatutos do partido, o projeto de programa defendia a melhoria dos sistemas de saúde e segurança social e mais verbas para a educação.
Concorreu apenas às eleições para a Assembleia da República no ano de 1995, tendo obtido 8 279 votos, com uma percentagem de 0,14%, não tendo elegido qualquer deputado.
Em 1999 foi deliberada a dissolução do partido por iniciativa dos seus membros.

## Resultados Eleitorais

### Eleições legislativas
| Data | Líder        | Votos | %          | +/- | Deputados | +/- | Status            | Notas |
| ---- | ------------ | ----- | ---------- | --- | --------- | --- | ----------------- | ----- |
| 1995 | Luís Farinha | 8 279 | 0,14 (9.º) |     | 0 / 230   |     | Extra-parlamentar |       |